# Satyrus safeda
Satyrus safeda är en fjärilsart som beskrevs av Robert Christopher Tytler 1930. Satyrus safeda ingår i släktet Satyrus och familjen praktfjärilar. Inga underarter finns listade.